# Thiago Motta
Thiago Motta (n. 28 august 1982, São Bernardo do Campo, São Paulo, Brazilia) este un fotbalist brazilian și italian retras din activitate, care a jucat pe post de mijlocaș la echipe ca PSG, Barcelona și Inter Milano. Pe plan internațional, are prezențe la națională pentru Brazilia U17, Brazilia și Italia. După încheierea carierei, a devenit antrenor, și a antrenat, printre altele, Bologna, Spezia și Juventus.
Cu FC Barcelona și Inter Milano a câștigat 11 trofee majore.
Motta e născut în Brazilia și a jucat pentru naționala țării de naștere în 2003. Din 2011, reprezintă echipa națională de fotbal a Italiei iar la Euro 2012, a devenit vice-campion cu naționala.

## Palmares

### Club
Barcelona
- Liga Campionilor: 2005–06
- La Liga: 2004–05, 2005–06
- Supercopa de España: 2005, 2006
- Supercupa Europei: Finalist 2006
- Campionatul Mondial al Cluburilor FIFA: Finalist 2006

Internazionale
- Liga Campionilor UEFA: 2009–10
- Campionatul Mondial al Cluburilor FIFA: 2010
- Serie A: 2009–10
- Coppa Italia: 2009–10, 2010–11
- Supercoppa Italiana: 2010; Finalist 2009, 2011
- Supercupa Europei: Finalist 2010

Paris Saint-Germain
- Ligue 1: 2012–13
- Trophée des champions: 2013

### Națională
Brazilia
- South American Under-17 Football Championship: 1999
- CONCACAF Gold Cup: Runner-up 2003

Italia
- Campionatul European de Fotbal: Finalist 2012

### Individual
- Premiul Don Balón – Breakthrough player in La Liga: 2003

## Goluri internaționale
| Gol | Data          | Stadion                              | Oponent  | Scor | Rezultat | Competiția                                           |
| --- | ------------- | ------------------------------------ | -------- | ---- | -------- | ---------------------------------------------------- |
| 1.  | 25 March 2011 | Stožice Stadium, Ljubljana, Slovenia | Slovenia | 1–0  | 1–0      | Preliminariile Campionatului European de Fotbal 2012 |

## Statistici de club
La 12 May 2013..
| Club                | Sezon            | La Liga | La Liga | Cupă    | Cupă   | Europa  | Europa | Altele  | Altele | Total   | Total  |
| Club                | Sezon            | Meciuri | Goluri  | Meciuri | Goluri | Meciuri | Goluri | Meciuri | Goluri | Meciuri | Goluri |
| ------------------- | ---------------- | ------- | ------- | ------- | ------ | ------- | ------ | ------- | ------ | ------- | ------ |
| Barcelona           |                  |         |         |         |        |         |        |         |        |         |        |
| 2001–02             | 18               | 1       | 0       | 0       | 7      | 0       | -      | -       | 25     | 1       |        |
| 2002–03             | 21               | 3       | 0       | 0       | 13     | 2       | -      | -       | 34     | 5       |        |
| 2003–04             | 20               | 1       | 0       | 0       | 5      | 1       | -      | -       | 25     | 2       |        |
| 2004–05             | 8                | 0       | 0       | 0       | 0      | 0       | -      | -       | 8      | 0       |        |
| 2005–06             | 15               | 1       | 0       | 0       | 7      | 0       | 0      | 0       | 22     | 1       |        |
| 2006–07             | 14               | 0       | 2       | 0       | 6      | 0       | 3      | 0       | 25     | 0       |        |
| Total               | 96               | 6       | 2       | 0       | 38     | 3       | 3      | 0       | 139    | 9       |        |
| Atlético Madrid     |                  |         |         |         |        |         |        |         |        |         |        |
| 2007–08             | 6                | 0       | 0       | 0       | 2      | 0       | -      | -       | 8      | 0       |        |
| Total               | 6                | 0       | 0       | 0       | 2      | 0       | 2      | 0       | 10     | 0       |        |
| Genoa               |                  |         |         |         |        |         |        |         |        |         |        |
| 2008–09             | 27               | 6       | 0       | 0       | -      | -       | -      | -       | 27     | 6       |        |
| Total               | 27               | 6       | 0       | 0       | 0      | 0       | 0      | 0       | 27     | 6       |        |
| Inter Milan         |                  |         |         |         |        |         |        |         |        |         |        |
| 2009–10             | 26               | 4       | 5       | 0       | 8      | 0       | 1      | 0       | 40     | 4       |        |
| 2010–11             | 19               | 4       | 3       | 0       | 5      | 1       | 2      | 0       | 29     | 5       |        |
| 2011–12             | 10               | 3       | 1       | 0       | 2      | 0       | 1      | 0       | 14     | 3       |        |
| Total               | 55               | 11      | 9       | 0       | 15     | 1       | 4      | 0       | 83     | 12      |        |
| Paris Saint-Germain |                  |         |         |         |        |         |        |         |        |         |        |
| 2011–12             | 14               | 2       | 2       | 0       | 0      | 0       | 0      | 0       | 16     | 2       |        |
| 2012–13             | 12               | 1       | 1       | 0       | 2      | 0       | 0      | 0       | 15     | 1       |        |
| 2013–14             | 19               | 2       | 2       | 1       | 6      | 2       | 0      | 0       | 27     | 5       |        |
| Total               | 45               | 5       | 5       | 1       | 8      | 2       | 0      | 0       | 58     | 8       |        |
| Totaluri carieră    | Totaluri carieră | 229     | 28      | 16      | 1      | 63      | 6      | 7       | 0      | 315     | 35     |

## Statistici ca antrenor
La 16 martie 2025.
| Echipa           | Țara             | Început            | Sfârșit           | Record | Record | Record | Record | Record | Record | Record | Record     |
| Echipa           | Țara             | Început            | Sfârșit           | M      | V      | E      | Î      | GM     | GP     | Glv    | Victorii % |
| ---------------- | ---------------- | ------------------ | ----------------- | ------ | ------ | ------ | ------ | ------ | ------ | ------ | ---------- |
| Genoa            | Italia           | 22 octombrie 2019  | 28 decembrie 2019 | 10     | 2      | 3      | 5      | 11     | 17     | −6     | 20         |
| Spezia           | Italia           | 8 iulie 2021       | 29 iunie 2022     | 40     | 11     | 6      | 23     | 44     | 74     | −30    | 27,5       |
| Bologna          | Italia           | 12 septembrie 2022 | 24 mai 2024       | 76     | 35     | 24     | 17     | 107    | 74     | +33    | 46,05      |
| Juventus         | Italia           | 1 iulie 2024       | 23 martie 2025    | 42     | 18     | 17     | 7      | 63     | 42     | +21    | 42,86      |
| Totalul carierei | Totalul carierei | Totalul carierei   | Totalul carierei  | 168    | 66     | 50     | 52     | 225    | 207    | +18    | 39,29      |